# Andrea Dobrowolski
Andrea Dobrowolski (* 1963 in München) ist eine deutsche Übersetzerin und Autorin.

## Leben und Werk
Andrea Dobrowolski studierte in Mainz, Bergen und Birmingham die Fächer Anglistik, Amerikanistik und Physik. Sie übersetzte mehrere Kriminalromane, Kurzgeschichten und einen Gedichtband aus dem Norwegischen. Ihre eigenen Texte sind vorwiegend der Gattung Lyrik zuzuordnen und wurden in mehreren Anthologien veröffentlicht. 2011 und 2012 war sie Mitglied der Darmstädter Textwerkstatt unter Kurt Drawert. Daneben arbeitet sie als Fernsehredakteurin und Dozentin.

## Veröffentlichungen
- Gert Nygårdshaug: Die Jägerpuppe. Stegemann, Dülmen 2007, ISBN 978-3-937193-06-9 (norwegisch: Jegerdukken. Oslo 1987. Übersetzt von Andrea Dobrowolski).
- Gert Nygårdshaug: Der Fliegenfischer. Piper Verlag, München 2008, ISBN 978-3-492-05218-4 (norwegisch: Jegerdukken. Oslo 1987. Übersetzt von Andrea Dobrowolski).
- Gert Nygårdshaug: Der Honigkrug. Piper Verlag, München 2008, ISBN 978-3-492-25258-4 (norwegisch: Honningkrukken. Oslo 1985. Übersetzt von Andrea Dobrowolski).
- Gert Nygårdshaug: Das Teufelspergament. Piper Verlag, München 2010, ISBN 978-3-492-25866-1 (norwegisch: Dødens codex. Oslo 2008. Übersetzt von Andrea Dobrowolski).
- Arild Vange: Anders als: Gedichte. edition Yara, Graz 2012, ISBN 978-3-9503202-3-7 (aus dem Norwegischen übersetzt).